# 头道桥街道
头道桥街道，是中华人民共和国辽宁省丹东市振兴区下辖的一个乡镇级行政单位。已于2019年撤销，下辖地区均并入临江街道。

## 行政区划
头道桥街道曾下辖以下地区：
一街社区、二街社区、三街社区、四街社区、六街社区和沿江社区。